# 小熊莉々葉
小熊 莉々葉（おぐま りりは、2005年6月17日 - ）は、日本の子役、タレント。

## 人物
スペースクラフト・エージェンシー所属。
小熊萌凛は妹。

## 出演

### テレビ番組
- エイゴビートパイロット版（2016年、Eテレ）- アヤ 役
  - エイゴビート 第1シリーズ（2017年 - 、Eテレ） - 高橋アヤ 役
- すイエんサー（2019年4月 - 2023年3月27日、Eテレ） - すイエんサーガールズ りりは[2]

- EX「なっ得!マネー先生〜令和のお金サバイバル塾〜」
- NHKEテレ「もやモ屋」埋蔵金はどこ?篇 ヒトミ 役
- TBS「ハロー張りネズミ」1 話
- TX「ミラクルちゅ~んず」
- NHK BSプレミアム「ワラッチャオ!」
- NTV「行列のできる法律相談所」
- TBS「ラブネプ」「あの時、神が降りた!奇跡の瞬間 SP」
- EX「みんなの家庭の医学」
- TX 水曜ミステリー9「嘘の証明 人間嘘発見器 梶原圭子」
- CX「あなたの知るかもしれない世界」

### CM
- アサヒ飲料 カルピスウォーター「甘ずっぱい日常」篇
- キッコーマン「超焼肉のたれ たれの常識を超えた」篇
- 明光義塾 2021 年夏期
- イトーヨーカ堂 企業広告「品質篇」
- マッハバイト
- イオンリテール「秋のにぎわい東北フェア」
- NTT西日本「with you 2020 篇」
- ノバレーゼ 2018
- 田中貴金属工業
- マクドナルド「妖怪ウォッチ カレンダー 2016」
- AEON KIDS「レッスン」篇
- ケンタッキーフライドチキン
- 青汁三昧
- マルコメ糀シリーズ
- P&G「JOY」
- ジョンソン&ジョンソン「バンドエイド」
- パイロットインキ「メルちゃん」
- バンダイ「光るパジャマ」
- 講談社「たのしい幼稚園」
- アメリカンホームダイレクト

### 舞台
- 蜷川幸雄演出「元禄港歌~千年の恋の森」町のこども役

2016.1 月~2 月 シアターコクーン・シアターBRAVA!

### Web
- サンエックス
- Audi スポーツワゴン
- 高橋書店「第 21 回手帳大賞」
- ミツカン「ケーキ寿司」
- CCJC「Toreta!」
- 花王
- 中古車販売ガリバー
- JAL×ニコン「タビビトレンズ」
- ローソンからあげくん

### VP
- JT「分煙ビデオ」
- ベネッセコーポレーション
- 三井不動産レジデンシャル

### スチール
- 塩野義製薬 小児 ADHD 治療薬「ビパンセ」
- カルピス
- ニコン
- パイオニア
- 東京メトロ
- 日本歯科医師会

### 雑誌
- 光文社「Mart」
- ベネッセコーポレーション「チャレンジ通信」